# Дон Кихот (роман)
«Хитроу́мный ида́льго Дон Кихо́т Лама́нчский» (исп. El ingenioso hidalgo Don Quijote de la Mancha), часто просто «Дон Кихо́т» — роман испанского писателя Мигеля де Сервантеса Сааведра (1547—1616) о приключениях одноимённого героя. Был опубликован в двух томах. Первый вышел в 1605 году, второй — в 1615 году. Роман задумывался как пародия на рыцарские романы.
Переведённое впоследствии на многие языки, это произведение является одной из популярнейших книг мировой литературы. Входит во Всемирную библиотеку (список наиболее значимых произведений мировой литературы Норвежского книжного клуба) как «лучшая книга всех времён и народов». Часто указывается первым современным романом, причисляется к канону Эпохи Просвещения.

## Сюжет
Обедневший дворянин из Ла-Манчи, немолодой Алонсо Кехана, сойдя с ума от круглосуточного чтения рыцарских романов и отсутствия свежего воздуха, возжелал стать странствующим рыцарем. Он берёт себе новое имя — Дон Кихот (в ранних русских переводах встречался вариант Дон Кишот). Дон Кихот наивен и великодушен, пребывает в убеждении, что рыцари жили исключительно для помощи слабым и обездоленным, и мечтает повторить подвиги литературных героев, но попадает в нелепые приключения.
Раздобыв старое оружие с доспехами, изготовив рыцарский шлем с картонным забралом и оседлав хромую клячу — Росинанта, Дон Кихот отправляется в путь. В рыцари Дон Кихота посвящает хозяин придорожной таверны, отвесив ему подзатыльник и ударив по спине мечом. Первый поход Дон Кихота заканчивается весьма неудачно — затеяв ссору с торговцами, Дон Кихот был жестоко избит. Прохожий сельчанин, Санчо Панса, помог ему добраться до дома. Друзья и родственники Дон Кихота, желая избавить несчастного от сумасшествия, сжигают его рыцарские романы, а библиотечную комнату замуровывают, сказав Дон Кихоту, что это якобы сделал колдун Фрестон. Но, оправившись от побоев, Дон Кихот решает вновь пуститься в путешествие и распродаёт остатки имущества.
Перед тем, как отправиться в странствие, Дон Кихот нанял оруженосца, крестьянина Санчо Панса, соблазнив обещанием сделать его губернатором. Все свои совершённые в будущем подвиги Дон Кихот намеревается посвятить своей даме сердца — крестьянке Дульсинее Тобосской.
Во время путешествия новоявленный рыцарь и его слуга видят ветряные мельницы, которые Дон Кихот принимает за чудовищных великанов. По его мнению, чародей Фрестон придал великанам вид мельниц. Пытаясь вступить в битву с мельницей, Дон Кихот терпит поражение — мельница отбрасывает его своим «крылом», а его оружие ломается.
Через некоторое время путешественникам встретилось стадо баранов. Дон Кихот вновь считает, что и тут не обошлось без магии Фрестона: по мнению рыцаря, волшебник превратил сражающиеся армии в животных. Несмотря на то, что Санчо Панса пытается разубедить хозяина, Дон Кихот торопится принять участие в представляющейся ему битве, но вновь терпит конфуз — возмущённые пастухи закидали путешественников камнями.
Дон Кихот продолжает совершать несуразные поступки — то устраивает дебош на постоялом дворе, то нападает на похоронную процессию, то затевает драку со слугой путешествующих женщин, принимая их за похищенных принцесс. После очередных побоев, выпавших Дон Кихоту, Санчо Панса даёт своему хозяину прозвище — Рыцарь печального образа.
Отняв у цирюльника медный тазик для бритья, Дон Кихот надевает его на голову, утверждая, что завладел золотым шлемом. Встретив этапированных каторжан, Дон Кихот освобождает разбойников и просит их рассказать об этом подвиге его даме сердца. Но разбойники избивают и грабят Дон Кихота.
Окружающие принимают Дон Кихота за безумца и пытаются вернуть его домой. Родственники некоторое время удерживают Дон Кихота дома. Но вскоре он узнаёт, что о его приключениях напечатан роман, и желает вновь отправиться в путь. Герцог приглашает рыцаря в свой замок, делая вид, что восхищён его подвигами, но на самом деле смеётся над Дон Кихотом.
Возвратившись домой после поражения в битве против рыцаря Белой Луны, Дон Кихот осознаёт, что был всего лишь посмешищем, и заболевает от горя.
Дон Кихот пишет завещание на своё имущество, намереваясь отдать его племяннице, но при условии, что она никогда не выйдет замуж за человека, который читал романы про странствующих рыцарей.

## История

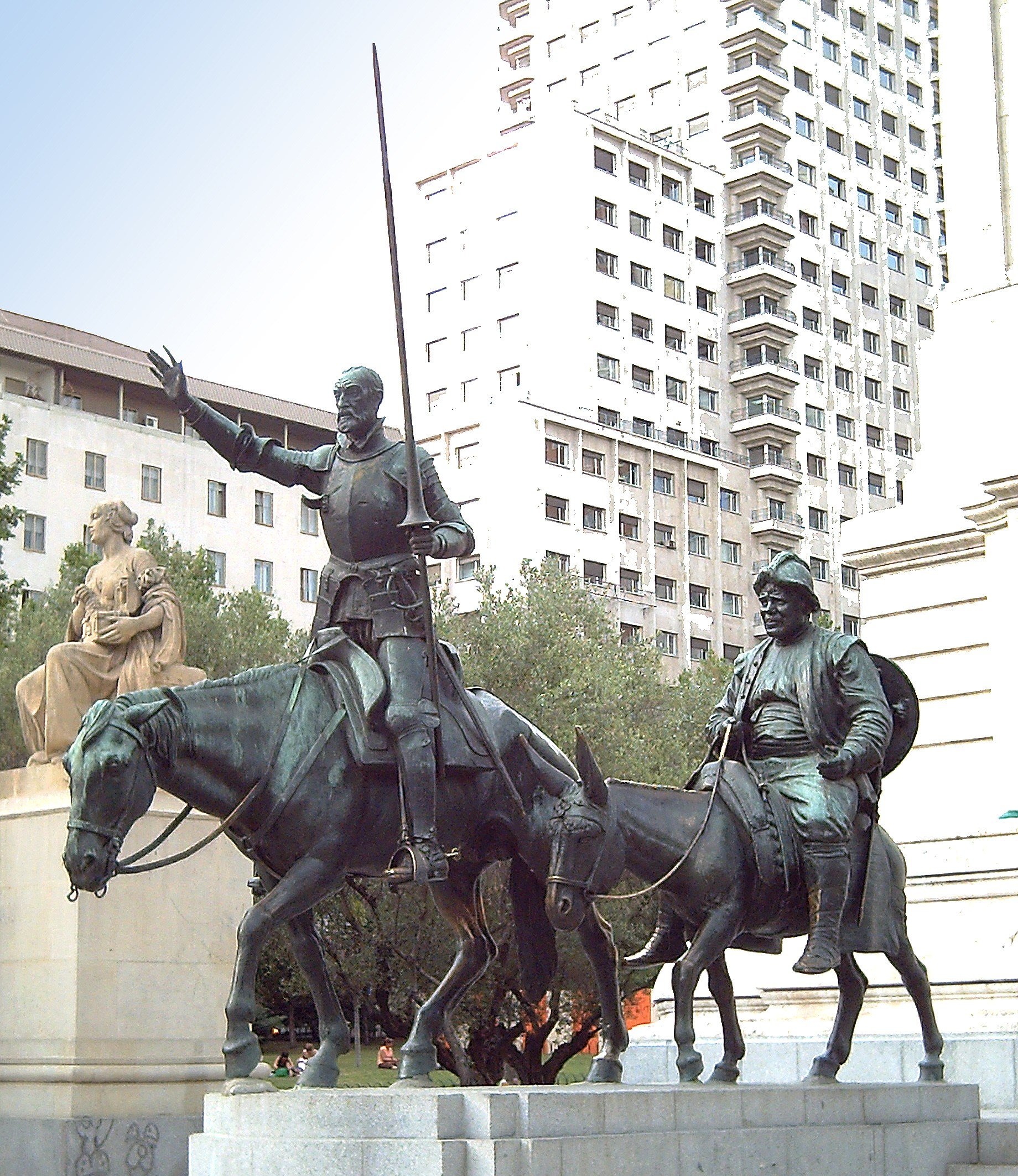
Дон Кихот и Санчо Панса. Памятник Сервантесу в Мадриде.

Стимулом к созданию книги послужила пьеса «Интермедия о романсах», высмеивающая крестьянина Бартоло, который сошёл с ума после прочтения множества рыцарских романов. Бартоло бросил свою жену и стал скитаться по свету — что, в свою очередь, сделал и герой романа Сервантеса (за исключением того, что Дон Кихот не был женат). Этот сюжет был с подтекстом: точно так же поступил и Лопе де Вега, после написания своих многочисленных автобиографических любовных произведений покинувший семью и отправившийся во флот Непобедимой Армады.
Известен интерес Сервантеса к балладам. И причины для насмешки над литературным конкурентом у него явно имелись: пьесы Лопе де Вега были популярней произведений самого Сервантеса. Вывести под маской литературного персонажа своего врага и вдоволь насмеяться над ним — приём известный. Одним из аргументов в пользу этой гипотезы является то, что Дон Кихот, хоть и представляется ярым почитателем рыцарских романов, в первой редакции рассказывал про свои любовные похождения. К этой же версии склоняются и многие литературоведы, ссылаясь, в частности, на произведения Жоанота Мартореля «Тирант Белый», Луиджи Пульчи «Морганте» и Лудовико Ариосто «Неистовый Роланд».
Роман состоит из двух частей: первая «Хитроумный идальго Дон Кихот Ламанчский», опубликованная в 1605 году; и вторая «Вторая часть гениального рыцаря Дон Кихот из Ламанчи», опубликованная в 1615, чтобы восстановить доброе имя писателя. Дело в том, что в 1614 году была опубликована книга «Дон Кихот из Авельянеды» — вторая часть «Дон Кихота», написанная неким Авельянедой — самозванцем, личность которого установить не удалось до настоящего времени.
Роман Авельянеды носил пародийный характер и содержал резкие выпады против Сервантеса. Сервантес, в свою очередь, в собственной второй части романа в «Посвящении графу Лемоскому» отозвался так: «дабы прошли тошнота и оскомина, вызванные другим Дон Кихотом, который надел на себя личину второй части и пустился гулять по свету». Также в конце второй части своего романа Сервантес дал гневную отповедь Авельянеде:

Для меня одного родился Дон Кихот, а я родился для него; ему суждено было действовать, мне — описывать; мы с ним составляем чрезвычайно дружную пару — назло и на зависть тому лживому тордесильясскому писаке, который отважился (а может статься, отважится и в дальнейшем) грубым своим и плохо заостренным страусовым пером описать подвиги доблестного моего рыцаря, ибо этот труд ему не по плечу и не его окоченевшего ума это дело.— Мигель де Сервантес Сааведра. Хитроумный идальго Дон Кихот Ламанчский. — Часть 2, глава LXXIV.
Есть подозрения, что существовал ещё один роман, более короткий, который, возможно, был включён в книгу «Novelas ejemplares». Роман был напечатан с названием: «El ingenioso hidalgo de la Mancha». Эта публикация была потеряна. Скорее всего, распространялась рукопись, и возможно, что первая её часть в 1604. Кроме того, Ибраим Таибили подробно описал свой поход в книжный магазин в Алькале, где он приобрёл «Epístolas familiares» и «el Relox de Príncipes», написанные братом Антонио де Геварой, а также «Historia imperial y cesárea», написанную Педро Мексием. В этих книгах тоже есть своего рода критика «рыцарских романов» в стиле, подобном известному творению «Дон Кихот». Эти факты позволили Хайме Оливеру Асину добавить ещё один плюс в пользу того, что существовало ещё одно издание, более раннее, чем издание 1605 года.

## Издания
В июле 1604 года Сервантес продал права на издание романа мадридскому книгоиздателю Франциско де Роблесу, сыну и наследнику книгоиздателя, у которого Сервантес за двадцать лет до этого напечатал свой первый роман «Галатея». Цензурное разрешение на печать выдали в сентябре. К декабрю закончили набор и приступили к печати. Печатали в домашней типографии, принадлежавшей Хуану де ла Куэста; печатали в спешке из-за условий контракта с Роблесом, и наделали много опечаток. 16 января 1605 года книга поступила в продажу.
Роман отлично продавался. Однако бо́льшую часть из 400 экземпляров первого издания Роблес, в погоне за прибылью, отправил в Новый Свет. Транспорт, шедший в Гавану, потерпел крушение; другой транспорт благополучно доставил около 70 экземпляров в Лиму, откуда они отправились в Куско. — Таким образом, одними из первых читателей романа были испанские миссионеры и чиновники в губернаторских городах Латинской Америки.
Не успел роман разойтись, а уже появились желающие издавать его без участия Роблеса. «Дон Кихот» стал настоящим бестселлером: к августу 1605 года вышли два издания в Мадриде, два — в Лиссабоне и одно — в Валенсии. Для своего второго издания Франциско Роблес приобрёл у Сервантеса дополнительные права, делающие Роблеса эксклюзивным издателем в Арагоне и Португалии.
Эта продажа прав лишила Сервантеса каких-либо дальнейших доходов от изданий первой части «Дон Кихота». В 1607 году роман издали в Брюсселе. В 1608 году спрос всё ещё не снижался и Роблес приступил к третьему изданию, — седьмому в целом. В 1610 году роман издали в Милане. В следующем году вышло второе издание в Брюсселе; в 1612 году роман перевели на английский, а в 1614 — на французский.

Для меня одного родился Дон Кихот, а я родился для него; ему суждено было действовать, мне — описывать; мы с ним составляем чрезвычайно дружную пару — назло и на зависть тому лживому тордесильясскому писаке, который отважился (а может статься, отважится и в дальнейшем) грубым своим и плохо заострённым страусовым пером описать подвиги доблестного моего рыцаря, ибо этот труд ему не по плечу и не его окоченевшего ума это дело;— Мигель де Сервантес Сааведра. Хитроумный идальго Дон Кихот Ламанчский. Часть 2, глава LXXIV
.
Некоторые литературоведы высказывали точку зрения, что именно появление мнимой «второй части» книги послужило для Сервантеса стимулом к написанию собственной второй части «Дон Кихота». Вторая часть «Дон Кихота» авторства Сервантеса вышла в конце 1615 года. Она была мгновенно перепечатана в Брюсселе и Валенсии (1616), в 1617 — в Лиссабоне, в 1618 — в Париже.
Впервые обе части одним изданием вышли в Барселоне в 1617 году. С тех пор роман многократно переиздавался во многих странах почти ежегодно. Издания настолько часты и многочисленны, что, по выражению одного критика, «уступают только Библии». 

За период времени с 1605 по 1857 годы роман выдержал в Испании не менее 400 изданий; переводов появилось 200 на английском, 168 на французском, 96 на итальянском, 80 на португальском, 70 на немецком, 13 на шведском, 8 на польском, 6 на датском, 2 на русском и 1 на латинском языках. Позже число перепечаток, переводов и переделок значительно возросло.— Энциклопедия Брокгауза и Эфрона, 1900 г..

## Экранизации
- 1903 — Дон Кихот / Don Quichotte (Франция), режиссёры Люсьен Нонге, Фернан Зекка
- 1908 — Безрассудно-любопытный / El curioso impertinente (Испания), режиссёр Нарсисо Куяс — экранизация новеллы, встроенной в первую часть романа (главы XXXIII—XXXV)
- 1908 — Дон Кихот / Don Quijote (Испания), режиссёр Нарсисо Куяс
- 1909 — Дон Кихот / Don Quichotte (Франция) (мультфильм), режиссёр Эмиль Коль
- 1909 — Дон Кихот / Don Quixote (США)
- 1911 — Дон Кихот / Don Chisciotte (Италия)
- 1911 — Пародия Дон-Кихота / La parodia di Don Quichotte (Италия)
- 1913 — Дон Кихот / Don Quichotte (Франция), режиссёр Камилл де Мортон, в гл. роли Клод Гарри
- 1915 — Дон Кихот (США), режиссёр Эдвард Диллон, в главной роли Девольф Хоппер ст.
- 1923 — Дон Кихот (Великобритания), режиссёр Морис Элвей, в главной роли Джерролд Робертшо
- 1926 — Дон Кихот (Дания), режиссёр Лау Лауритцен
- 1933 — Дон Кихот, режиссёр Георг Вильгельм Пабст, в гл. роли Фёдор Шаляпин. Георг Вильгельм Пабст снимал один и тот же фильм три раза, на трёх языках: французском, английском и немецком. Немецкая версия фильма считается утраченной.

- 1934 — Дон Кихот / Don Quixote (США) (мультфильм), режиссёр Аб Айверкс
- 1947 — Дульсинея / Dulcinea (Испания), режиссёр Луис Арройо
- 1947 — Дон Кихот из Ламанчи / Don Quijote de la Mancha (Испания), режиссёр Рафаэль Хиль, Дон Кихот — Рафаэль Ривелле, Санчо Панса — Хуан Калво, Сансон Карраско — Фернандо Рей, Антония — Сара Монтьель
- 1953 — Безрассудно-любопытный / El curioso impertinente (Испания), режиссёр Flavio Calzavara
- 1957 — Дон Кихот (СССР) реж. Григорий Козинцев, в гл. роли Николай Черкасов
- 1960 — Приключения Дон Кихота / Aventuras de Don Quijote (Испания), режиссёр Эдуардо Гарсия Марото
- 1961 — Театр молодёжи: Дон Кихот / Théâtre de la jeunesse: Don Quichotte (Франция) (ТВ), режиссёры Марсель Кравенн, Луис Гроспьер; Дон Кихот — Мишель Эчеверри, Санчо Панса — Мишель Галабрю, Андрео — Жак Динам, конюх — Кристиан Марен
- 1961 — Дон Кихот / Don Kihot (Югославия) (мультфильм), режиссёр Владо Кристи
- 1962 — Дон Кихот / Don Quixote (Финляндия)
- 1963 — Дульсинея / Dulcinea (Италия, Испания, ФРГ), режиссёр Винсент Эскрива
- 1964 — Дульсинея Тобосская / Dulcinea del Toboso (Франция, Испания, ФРГ), режиссёр Карло Райм, Дон Кихот — Джозеф Мейнард
- 1969 — Дон Кихот и Санчо Панса / Don Chisciotte e Sancho Panza (Италия), режиссёр Джованни Гримальди, Дон Кихот — Чиччо Инграссия, Санчо Панса — Франко Франки
- 1970 — Рыцарь Дон Кихот / Don Quijote es armado caballero (Испания) (мультфильм), режиссёры Амаро Карретеро, Винсент Родригес
- 1971 — Дон Кихот и Санчо Панса / Don Kihot i Sanco Pansa (Югославия) (ТВ), режиссёр Здравко Шотра, Дон Кихот — Владимир Попович, Санчо-Панса — Предраг Лакович
- 1972 — Человек из Ламанчи / Man of La Mancha (США, Италия), режиссёр Артур Хиллер, Дон Кихот — Питер О'Тул, Дульсинея — Софи Лорен, Санчо Панса — Джеймс Коко, Сансон Карраско — Джон Касл, падре — Иэн Ричардсон
- 1973 — Дон Кихот снова в пути / Don Quijote cabalga de nuevo  (Испания, Мексика), режиссёр Роберто Гавальдон, Дон Кихот — Фернандо Фернан Гомес, Санчо Панса — Кантинфлас
- 1973 — Дон Кихот / Don Quixote (Австралия) (фильм-балет), композитор Людвиг Минкус, режиссёры Роберт Хелпманн, Рудольф Нуреев, Дон Кихот — Роберт Хелпманн, Басилио — Рудольф Нуреев
- 1976 — Любовные приключения Дон Кихота и Санчо Пансы / The Amorous Adventures of Don Quixote and Sancho Panza (США), режиссёр Рафаэль Нуссбаум, Дон Кихот — Кори Джон Фишер, Санчо Панса — Хай Пайк
- 1977 — Злоключения Дон Кихота и Санчо Пансы / As Trapalhadas de Dom Quixote e Sancho Pança (Бразилия), режиссёр Эри Фернандес
- 1980 — Дульсинея Тобосская (СССР), режиссёр Светлана Дружинина. Фильм, продолжая сюжет романа, повествует о даме сердца Дон Кихота — Дульсинее Тобосской.
- 1983 — Дон Кихот / Don Kichot (Польша) (мультфильм), режиссёр Krzysztof Raynoch
- 1984 — Дон Кихот / Don Quixote (Kitri’s Wedding), a Ballet in Three Acts (США) (Фильм-балет) (ТВ), режиссёры Брайан Лардж, Михаил Барышников, Базилио — Михаил Барышников, Дон Кихот — Ричард Шафер
- 1987 — Дон Кихот Ламанчский / Don Quixote of La Mancha (Австралия) (мультфильм) (ТВ)
- 1988 — Житие Дон Кихота и Санчо (СССР, Испания), режиссёр Резо Чхеидзе, в гл. роли Кахи Кавсадзе
- 1989 — Дульсинея / Dulcineia (Португалия) (ТВ), режиссёр Артур Рамос
- 1991 — Дон Кихот Мигеля де Сервантеса / El Quijote de Miguel de Cervantes (Испания) (сериал), режиссёр Мануэль Гутьеррес Арагон, в главной роли Фернандо Рей
- 1992 — Дон Кихот Орсона Уэллса / Don Quijote de Orson Welles (США, Италия, Испания), режиссёр Орсон Уэллс, Дон Кихот — Франсиско Регейро, рассказчик — Фернандо Рей
- 1992 — Балаганчик мистера Педро / El retablo de Maese Pedro (ТВ) — фильм-опера по мотивам романа Сервантеса, композитор Мануэль де Фалья, режиссёр Ларри Вайнштейн, Дон Кихот — Джустино Диас
- 1994 — Человек из Ламанчи / Der Mann von La Mancha (Австрия), режиссёр Félix Breisach, Дон Кихот — Карл Меркац
- 1997 — Дон Кихот возвращается, (Россия, Болгария) реж. Василий Ливанов, в главной роли Василий Ливанов
- 2000 — Последний рыцарь / Don Quixote, США, ТВ, режиссёр Питер Йетс, Дон Кихот — Джон Литгоу, Санчо Панса — Боб Хоскинс, герцогиня — Изабелла Росселлини, герцог — Ламбер Вильсон, Дульсинея — Ванесса Уильямс, Антония — Амелия Уорнер. Сансон Карраско — Джеймс Пьюрфой, молодая леди — Рут Шин
- 2000 — Дон Кихот / Don Quichotte (Франция) (ТВ) (фильм-опера), режиссёр Франсуа Рассиллон, Дон Кихот — Сэмюэл Раме
- 2000 — Анимированный эпос: Дон Кихот / Animated Epics: Don Quixote (Великобритания) (ТВ) (мультфильм).
- 2002 — Дон Кихот / El caballero Don Quijote (Испания), режиссёр Мануэль Гутьеррес Арагон. Дон Кихот — Хуан Луис Галиардо
- 2003 — Наклон / Tilt (Канада), режиссёр Lance Peverley, Дон Кихот — Джон Р. Тейлор
- 2003 — Дон Кихот / Don Quichotte  (Франция) (видео), режиссёр Франсуа Рассиллон, Дон Кихот — Jean-Marie Didière
- 2003 — Дон Кихот в Иерусалиме / Don Kishot be’Yerushalaim (Израиль), режиссёр Дэни Розенберг, Дон Кихот — Шмуэль Вульф
- 2005 — Дон Кихот или злоключения сердитого человека / Don Quichotte ou Les mésaventures d’un homme en colère (Франция), режиссёр Жак Дешам, Дон Кихот — Патрик Шенэ
- 2006 — Честь рыцаря / Honor de caballería, реж. Алберт Серра, Испания Дон Кихот — Луис Карбо
- 2007 — Дон Кихот (мультфильм), Италия, Испания, режиссёр Хосе Посо
- 2018 — Человек, который убил Дон Кихота / The Man Who Killed Don Quixote (Испания, Бельгия, Франция, Великобритания, Португалия), режиссёр Терри Гиллиам. Фильм представляет собой не экранизацию, а постмодернистское обыгрывание, а его главный герой — безумный актёр, вообразивший себя Доном Кихотом в современности.

## В астрономии
В честь Дульсинеи Тобосской назван астероид (571) Дульсинея, открытый в 1905 году, а в честь Дон Кихота — (3552) Дон Кихот, открытый в 1983 году.